# Thierry Repentin

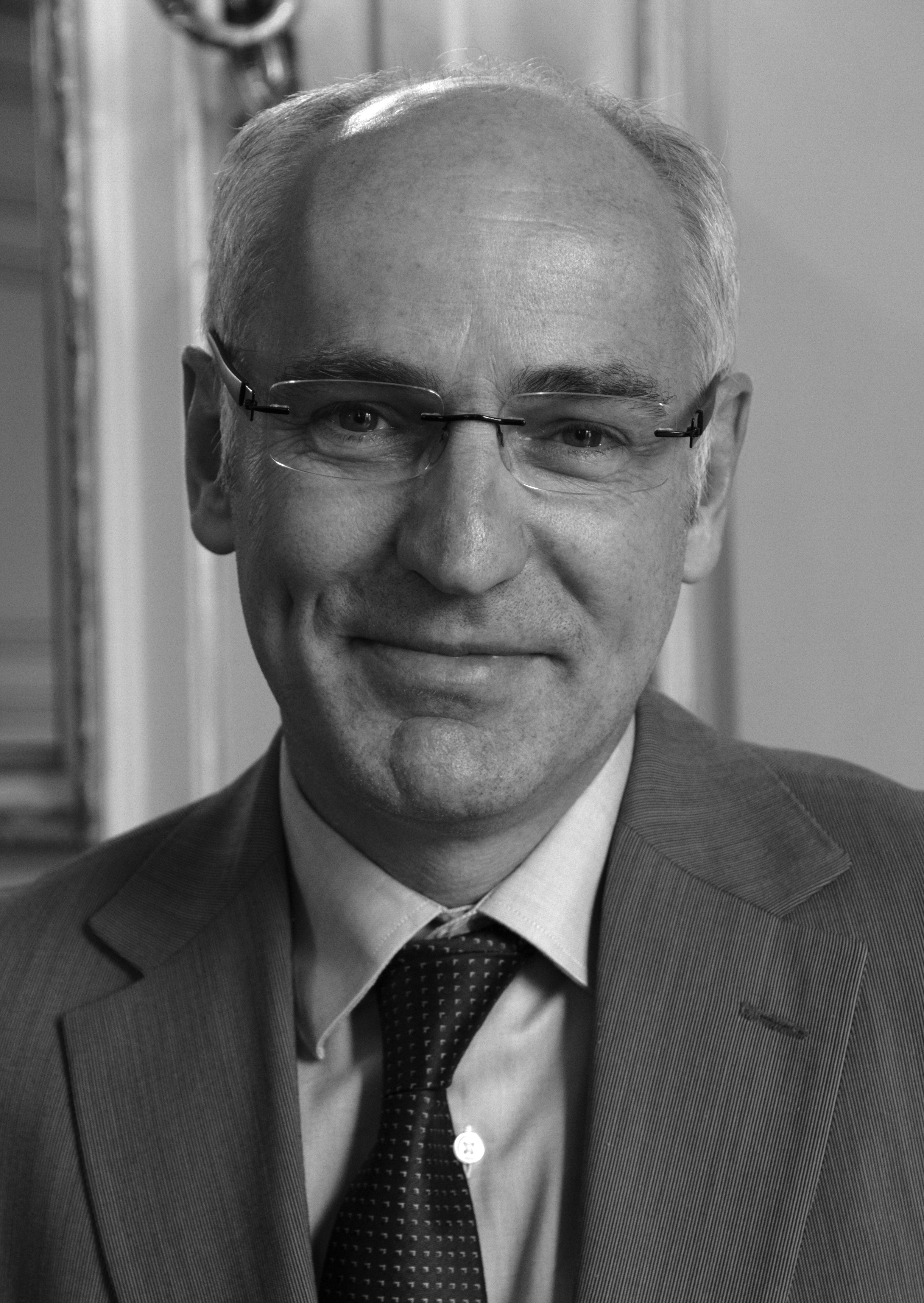
Thierry Repentin (2013)

Thierry Repentin (* 5. April 1963 in Saint-Jean-de-la-Porte, Département Savoie) ist ein französischer Politiker. Von 19. März 2013 bis 31. März 2014 war er Beigeordneter Minister für europäische Angelegenheiten im Außenministerium im Kabinett von Premierminister Jean-Marc Ayrault.

## Leben
Thierry Repentin studierte in Chambéry und am Institut d’études politiques Grenoble. Seine berufliche Karriere begann er 1988 in der Europäischen Kommission. 1989 wechselte er als Büroleiter des damaligen Bürgermeisters Louis Besson in der Stadtverwaltung Chambérys. Nachdem Besson 1997 Beigeordneter Minister für das Wohnungswesen im Kabinett Lionel Jospins wurde, folgte Thierry Repentin ihm als Fachberater in dessen Ministerbüro. Von 2001 bis 2004 war er Vorsitzender des Gemeindeverbands des Großraums Chambéry.
Thierry Repentin ist verheiratet und hat zwei Töchter.

## Politische Ämter
Seit 1998 ist Thierry Repentin Mitglied des Generalrats des Departements Savoie für den Kanton Chambéry-Nord. Von 2004 bis 2012 war er einer von zwei Senatoren des Departements im französischen Senat.
Im Juni 2012 wurde er beigeordneter Minister für berufliche Bildung und Lehre im Ministerium für Arbeit, Beschäftigung, berufliche Bildung und sozialen Dialog. Im März 2013 wechselte er auf den Posten des Europaministers, nachdem der bisherige Amtsinhaber Bernard Cazeneuve zum beigeordneten Minister für den Haushalt im Ministerium für Wirtschaft und Finanzen ernannt worden war.